# یواس‌اس تالرزا (ای‌اوجی-۴۳)
یواس‌اس تالرزا (ای‌اوجی-۴۳) (به انگلیسی: USS Tularosa (AOG-43)) یک کشتی بود که طول آن 220 ft 6 in بود. این کشتی در سال ۱۹۴۴ ساخته شد.